# Mehmet Erdem Uğurlu
Mehmet Erdem Uğurlu (* 9. Juli 1988 in Kırıkkale) ist ein türkischer Fußballspieler.

## Karriere
Uğurlu begann seine Karriere bei Keçiörengücü, bei dem er zuvor in dessen Jugend gespielt hatte. 2010 wechselte er zu Bugsaşspor und wurde hier Stammspieler. Nach 104 Pflichtspieleinsätzen und 18 Toren wechselte er 2014 zu Ankaragücü, verließ den Klub aber bereits 2015 wieder in Richtung Göztepe Izmir. Mit diesem Verein beendete er die Saison 2014/15 als Drittligameister und stieg mit ihm in die TFF 1. Lig auf.
Für die Rückrunde der Saison 2016/17 lieh ihn Göztepe an den Ligarivalen Büyükşehir Gaziantepspor aus.

## Erfolge
Göztepe Izmir
- Meister der TFF 2. Lig und Aufstieg in die TFF 1. Lig: 2016/17